# Celso Morga Iruzubieta

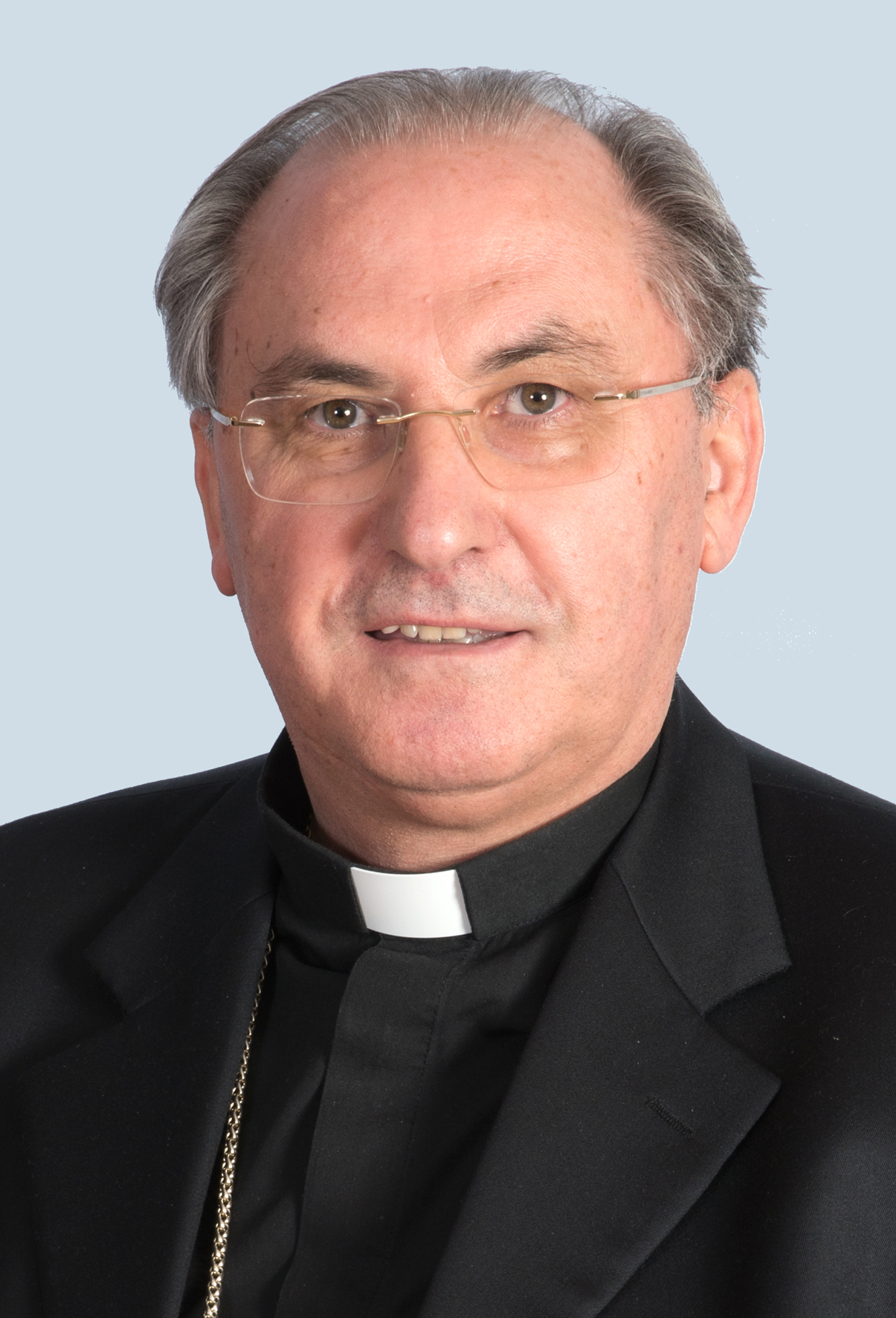
Erzbischof Celso Morga (2017)

Wappen von Celso Morga Iruzubieta

Celso Morga Iruzubieta (* 28. Januar 1948 in Huércanos, La Rioja, Spanien) ist ein spanischer römisch-katholischer Geistlicher und emeritierter Erzbischof von Mérida-Badajoz.

## Leben
Celso Morga Iruzubieta empfing am 24. Juni 1972 das Sakrament der Priesterweihe für das Bistum Calahorra y La Calzada-Logroño. 
Morga Iruzubieta wurde an der Universität Navarra im Fach Kirchenrecht promoviert. Anschließend war er Pfarrer und Offizial im Bistum Calahorra y La Calzada-Logroño. Danach war Celso Morga Iruzubieta für vier Jahre Offizial im Erzbistum Córdoba in Argentinien und Professor für Kirchenrecht am Priesterseminar des Erzbistums Córdoba. 1987 wurde er Mitarbeiter der Kongregation für den Klerus, wo er 2000 Büroleiter wurde. Am 25. Januar 1993 verlieh ihm Papst Johannes Paul II. den Ehrentitel Kaplan Seiner Heiligkeit (Monsignore) und am 30. März 2004 den Titel Ehrenprälat Seiner Heiligkeit. Papst Benedikt XVI. bestellte ihn am 10. November 2009 zum Untersekretär der Kongregation für den Klerus.
Am 29. Dezember 2010 ernannte ihn Papst Benedikt XVI. zum Titularerzbischof von Alba Maritima und zum Sekretär der Kongregation für den Klerus. Die Bischofsweihe spendete ihm Benedikt XVI. am 5. Februar 2011 im Petersdom; Mitkonsekratoren waren Kardinaldekan Angelo Sodano und Kardinalstaatssekretär Tarcisio Bertone SDB. Am 21. September 2013 bestätigte ihn Papst Franziskus im Amt des Sekretärs der Kongregation für den Klerus.
Am 8. Oktober 2014 ernannte ihn Papst Franziskus zum Koadjutorerzbischof von Mérida-Badajoz.
Mit dem altersbedingten Rücktritt Santiago García Aracils am 21. Mai 2015 folgte er diesem als Erzbischof von Mérida-Badajoz nach. Am 21. Juni 2021 berief ihn Papst Franziskus zum Mitglied der Apostolischen Signatur.
Am 29. Juni 2024 nahm Papst Franziskus seinen altersbedingten Rücktritt an.